# Yamato (Kagoshima)
Yamato (大和村 Yamato-son?) es una villa en la prefectura de Kagoshima, Japón, localizada en las islas Amami, al sur de la isla de Kyūshū. Tenía una población estimada de 1358 habitantes el 1 de marzo de 2021 y una densidad de población de 15 personas por km².

## Geografía
Yamato ocupa la parte central de la costa noreste de la isla Amami Ōshima, parte de las islas Amami, del archipiélago de las Ryūkyū. Limita con el mar de China Oriental al noroeste, con la ciudad de Amami y con la villa de Uken al suroeste.

## Historia
L a villa de Yamato fue establecida el 1 de abril de 1908. Al igual que con todas las islas Amami, la aldea quedó bajo la administración de los Estados Unidos desde el 1 de julio de 1946 hasta el 25 de diciembre de 1953.

## Demografía
Según los datos del censo japonés, la población de Yamato ha disminuido constantemente en los últimos 70 años.
| Gráfica de evolución demográfica de Yamato entre 1940 y 2015 |
|                                                              |
| Oficina de Estadística de Japón                              |